# 英泰和平條約
英泰和平條約（英語：Anglo-Thai Peace Treaty）於1946年1月1日由英國政府與泰國政府在新加坡簽署，英泰和平條約結束了英國與泰國兩國之間的戰爭狀態。英泰和平條約自簽署之日起生效。該條約於1951年8月23日在聯合國條約彙編中註冊。

## 條約的影響
英泰和平條約的主要成果是撤銷了泰國對撣族諸邦和四個未合併之馬來屬邦的併吞。英國取得的成果不如預期，主要是因為美國反對對泰國採取任何懲罰行動。例如，他們無法削減泰國武裝部隊的規模。 條約要求將泰國過剩的150萬噸大米免費運送到大米短缺的英屬馬來亞。條約也禁止泰國人在未經英國政府許可的情況下修建橫跨克拉地峽的運河，這一條款削弱了比里·帕儂榮政府的權威。
該條款頒布後，美國和英國於1月5日恢復了與泰國的外交關係。第二天，泰國舉行了大選。條約簽訂後，美國向泰國提供了1,000萬美元的貸款，用於重建因美軍轟炸而嚴重受損的交通網絡。
根據澳洲1942年3月2日的宣戰書和1942年西敏法規採納法令的要求，澳洲於1946年4月3日與泰國簽署了一份單獨的澳泰和平條約。